# CCR1
CCR1 (C-C-рецептор хемокина 1, англ. C-C chemokine receptor type 1; CD191) — рецептор β-хемокинов млекопитающих класса интегральных мембранных белков. Продукт гена CCR1.

## Функции
Белок CCR1 входит в семейство рецепторов, сопряжённых с G-белком. Это высокоаффинный рецептор для следующих хемокинов: CCL3 (MIP-1 альфа), CCL15 (MIP-1 дельта), CCL5 (RANTES), CCL7 (MCP-3). Кроме этого, связывается с хемокинами CCL4 (MIP-1 бета) и CCL2 MCP-1. В ответ на связывание лиганда трансдуцирует сигнал за счёт увеличения уровня внутриклеточного кальция. Влияет на пролиферацию стволовых клеток.

## Тканевая специфичность
Широко представлен на различных гематопоэтических клетках.